# Synagoge (Doudleby nad Orlicí)
Koordinaten: 50° 6′ 26,6″ N, 16° 15′ 34,1″ O

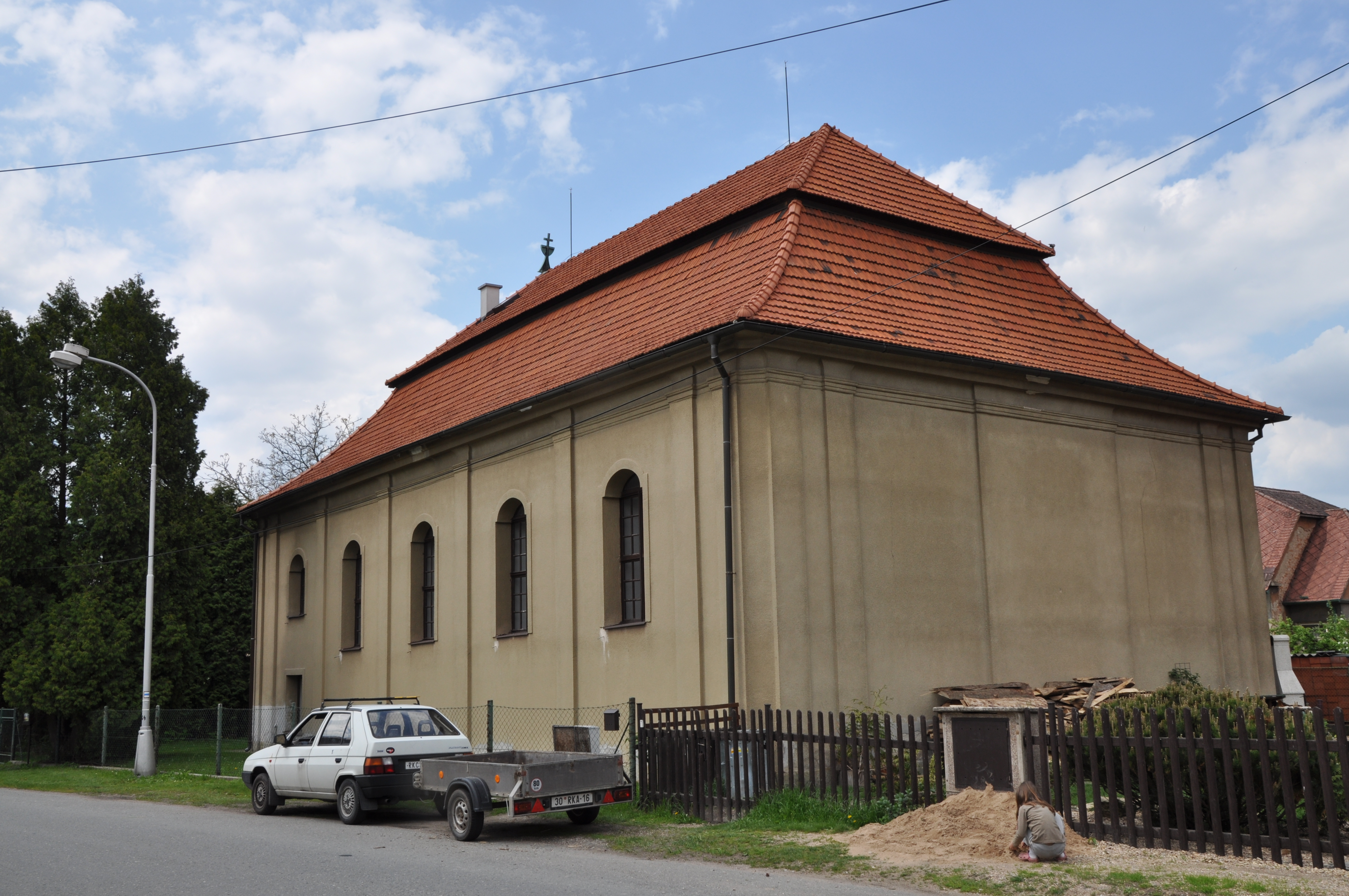
Synagoge in Doudleby

Die Synagoge in Doudleby nad Orlicí (deutsch Daudleb an der Adler), einer Gemeinde im Bezirk Rychnov nad Kněžnou in Tschechien, wurde 1821 errichtet. Die profanierte Synagoge ist seit 1988 ein geschütztes Kulturdenkmal.
Die Synagoge im Stil des Klassizismus überstand die deutschen Besatzer im Zweiten Weltkrieg und wird seit den 1950er Jahren als neuhussitische Kirche genutzt.